# Chibly Langlois
Chibly Langlois (ur. 29 listopada 1958 w La Vallée) – haitański duchowny katolicki, kardynał, biskup Les Cayes od 2011. 

## Życiorys
Święcenia kapłańskie otrzymał 22 września 1991. Inkardynowany do diecezji Jacmel, został wikariuszem miejscowej katedry, zaś po odbytych w latach 1994-1996 studiach w Rzymie otrzymał funkcję dyrektora diecezjalnego centrum katechetyczno-duszpasterskiego. W 1999 został rektorem diecezjalnego sanktuarium Niepokalanego Poczęcia NMP, zaś rok później rozpoczął pracę jako wykładowca seminarium w Port-au-Prince oraz diecezjalnego instytutu zajmującego się edukacją i rozwojem ludzkim.
8 kwietnia 2004 został mianowany biskupem ordynariuszem diecezji Fort-Liberté. Sakry biskupiej udzielił mu 6 czerwca 2004 abp Hubert Constant.
15 sierpnia 2011 Benedykt XVI mianował go ordynariuszem Les Cayes. W latach 2011–2017 był przewodniczącym episkopatu Haiti.
22 lutego 2014 papież Franciszek mianował go kardynałem. Jest pierwszym Haitańczykiem wyniesionym do tej godności. Ogłoszenie nominacji zbiegło się z czwartą rocznicą trzęsienia ziemi na Haiti.
Brał udział w konklawe 2025, które wybrało Leona XIV. 